# 沈猶行
沈猶行（?—?），战国时期鲁国人，他是曾参的弟子。
曾参住在武城时，越国人来侵犯。曾参吩咐不要让其他人住他的房子，不要毁伤树木。于是离开武城。越人退走了，曾子吩咐修理墙屋，自己将要回去。学生们认为武城人们对待曾子恭敬，越人来犯，却先行离开，越人退走，就返回来，好像不妥。沈犹行认为并非如此：“从前我曾遭遇过负刍之祸，跟随老师的七十个人都没有被波及。”